# Sanaipei Tande
Natasha Sanaipei Tande (sinh ngày 22 tháng 3 năm 1985), được biết đến với cái tên Sana, là ca sĩ, người viết bài hát, diễn viên, dẫn chương trình karaoke, phát thanh viên radio và nhà giải trí người Kenya. Sinh ra và lớn lên ở Mombasa và sau đó là ở Ngong, cô đã đạt được sự nổi bật sau khi chiến thắng East Africa Coca Cola Popstars Talent Search 2004 cùng với hai người bạn cùng nhóm khác. Sau đó, cô có một thời gian ngắn hoạt động tại Capital FM. Năm 2007, cô tham gia Kiss 100 và sau đó là Easy FM vào năm 2013 (nay được gọi là Nation FM), nơi chương trình buổi sáng hàng ngày của cô thu hút được lượng thính giá cao nhất cho đài.

## Thời thơ ấu
Sinh ra và lớn lên ở Mombasa, Sana theo học tại trường Trung học Loreto Convent Mombasa, Mama Ngina và trường Trung học Aga Khan. Khi cô 16 tuổi, gia đình cô chuyển đến Matasia gần Nairobi, nơi cô chuyển đến St Lucy Kiriri Girls, Nairobi và gián đoạn việc học trung học của cô. Mặc dù được nhận vào học Pharmacy tại Kenya Medical Training College, cô quyết định trì hoãn, tạm thời theo đuổi sự nghiệp âm nhạc.

## Sự nghiệp

### Buổi đầu sự nghiệp: ban nhạc Sema
Năm 2004, khi 19 tuổi, cô tham gia cuộc thi thực tế East Africa Coca Cola Popstars Talent Search sau khi đã thuyết phục gia đình. Cô và hai bạn cùng nhóm 'Sema' Kevin 'Kev' Waweru và Pam Waithaka đã giành chiến thắng. Bộ ba phát hành đĩa đơn đầu tay của họ Leta Wimbo, và một album gồm mười bảy ca khúc, đưa họ tiến vào ánh đèn sân khấu. Thật không may, năm 2005, nhóm đã tan rã, sau đó Sana bắt tay vào một sự nghiệp solo.

### Sự nghiệp solo, họp tác và radio
Sau khi tan rã, Tande đã hợp tác với Jua Cali, Big Pin, Madtraxx, K-Denk, Dan Aceda và Kidum, phát hành một số đĩa đơn như "Najuta", "Niwe wako", "Kwaheri", "Big Shot Remix", "I am here", "Mulika Mwizi" và "Mtoto wa Geti Kali". Năm 2006, Tande tham gia Kiss 100 sau khi làm việc với Eve D'Souza trong Hits not Homework ở Capital FM. Cô cũng bắt đầu dẫn chương trình karaoke tại nhiều quán bar và câu lạc bộ trên khắp Nairobi. Sau đó cô tham gia Nation FM vào năm 2013, cung dẫn chương trình với Edward Kwach trên chương trình truyền hình. Cùng năm đó, cô ấy đã đưa nguồn năng lượng mới vào sự nghiệp âm nhạc của mình, phát hành "I wish", tiếp theo là "Mfalme wa Mapenzi". Sau đó, cô tham gia vào phim hài Obinna Ike Igwe vào giữa buổi sáng hằng ngày và sau đó dẫn chương trình một mình trên cùng một chương trình.
Tháng 6 năm 2014, Sana phát hành video cho đĩa đơn "Mfalme wa Mapenzi", gây tranh cãi do những gì được mô tả là bản chất "thô tục" của nó. Cô đã phát hành Ankula Huu, cùng với video, vào tháng 3 năm 2015 và được đón nhận tích cực.
Tháng 9 năm 2015, cô đã bị sa thải mặc dù thực tế là buổi biểu diễn giữa buổi sáng của cô luôn thu hút được lượng người nghe cao nhất của đài. Việc cô và của các đồng nghiệp Anto Neo Soul và Ciru Muriuki bị sa thải đã gây nên làn sóng náo động trên Twitter, với nhiều người nghe và người hâm mộ yêu cầu đưa họ quay trở lại.. Cô cũng tham gia diễn xuất và đóng vai chính trong bộ phim truyền hình tiếng Swahili địa phương.

## Danh sách đĩa nhạc
| Năm                               | Single(s)                 | Producer/Director | Album  | Ref(s)            |
| --------------------------------- | ------------------------- | ----------------- | ------ | ----------------- |
|                                   | "Kwaheri" (with Jua Cali) |                   |        | [ cần dẫn nguồn ] |
| "Najuta (with Jua Cali)           | Icon Pro                  |                   | [ 10 ] |                   |
| "Mulika Mwizi" (Kidum feat. Sana) | Mara Moja Films           |                   | [ 11 ] |                   |
| "Not the One" (Chizi feat. Sana)  | Charles Ouda              |                   |        |                   |
| "Geti Kali" (Sana feat. Jua Kali) | Ogopa                     |                   |        |                   |
| "You" (Bigpin feat. Sana)         | Icon Pro                  |                   |        |                   |
| 2014                              | "Mfalme wa Mapenzi"       | Mhando Brian      |        | [ 12 ]            |
| 2015                              | "Ankula Huu"              | Sinema Films      |        | [ 13 ]            |
| 2015                              | "Rasta Man"               | Sinema Films      |        | [ 14 ] [ 15 ]     |
| ????                              | "Your Property"           |                   |        |                   |